# Listă de scenariști sârbi
Aceasta este o listă de scenariști sârbi notabili:
Cuprins: Început - 0–9 A B C D E F G H I J K L M N O P Q R S T U V W X Y Z

## A
- Mika Antić

## B
- Isidora Bjelica
- Dragoslav Bokan
- Dragomir Brajković
- Vanja Bulić

## C
- Dragan Ćirjanić
- Branislav Crnčević

## D
- Aleksandar Davić
- Arsen Diklić
- Bogdan Diklić
- Puriša Đorđević
- Zoran Đorđević
- Srđan Dragojević
- Boro Drašković
- Aleksandar Đuričić

## G
- Predrag Golubović

## I
- Branislava Ilić

## J
- Stole Janković

## K
- Mirjana Karanović
- Srđan Karanović
- Srđan Koljević
- Milan Konjević
- Dušan Kovačević
- Siniša Kovačević
- Zdravko Krstanović

## L
- Ana Lasić
- Nikola Ležaić

## M
- Boris Malagurski
- Borislav Mihajlović Mihiz
- Gordan Mihić
- Milorad Milinković
- Maja Miloš
- Đorđe Milosavljević
- Svetolik Skale Mitić
- Žika Mitrović
- Ranko Munitić

## N
- Predrag Nikolić
- Nataša Ninković
- Aleksandar Novaković
- Miodrag Novaković

## P
- Nebojša Pajkić
- Radoslav Pavlović
- Vesna Perić
- Aleksandar Popović
- Danko Popović
- Gorica Popović

## S
- Slobodan Savić
- Zoran Spasojević
- Zoran Stefanović

## V
- Mladen Velimirović
- Zdravko Velimirović
- Milovan Vitezović

## Z
- Milenko Zablaćanski
- Božidar Zečević
- Želimir Žilnik

## Vezi și
- Listă de regizori sârbi

Format:Liste de scenariști
Format:Cinematografia sârbă